# Vila Seca e Bem da Fé
Vila Seca e Bem da Fé est une paroisse civile portugaise (en portugais : freguesia) de la municipalité de Condeixa-a-Nova dans le district de Coimbra. Elle est créée en 2013, par fusion des paroisses de Vila Seca et Bem da Fé (parfois orthographiée Benfade).

## Histoire
La paroisse est créée par la loi no 11-A/2013 du 28 janvier 2013 portant réorganisation administrative du territoire des freguesias, en fusionnant les paroisses de Vila Seca et Bem da Fé. Son nom officiel est União das Freguesias de Vila Seca e Bem da Fé et son siège est fixé à Condeixa-a-Nova.

## Démographie
Lors du recensement de 2021, Vila Seca e Bem da Fé compte 896 habitants.